# Caldecott (Cheshire)
Caldecott – wieś w Anglii, w hrabstwie ceremonialnym Cheshire, w dystrykcie (unitary authority) Cheshire West and Chester. Leży 16 km na południe od miasta Chester i 253 km na północny zachód od Londynu. W 2001 miejscowość liczyła 24 mieszkańców.